# Бугесера
Бугесера (руанда Akarere ka Bugesera, англ. Bugesera District, фр. Bugesera de Gasabo) — один из районов провинции Восточной провинции Руанды. Административный центр — город Ньямата.

## Описание
Бугесера расположена на юго-западе Восточной провинции и к югу от столицы Руанды Кигали. На востоке район граничит с водохранилищем Мухази, а также с Бурунди, на юго-востоке граница района проходит по озером Ругверо и на юго-западе с озером Кохоха.
Площадь района составляет 1337 км².
В 2022 году население  составляло 551 103 человек, плотность населения — 412 чел/км²
В 1994 году в ходе геноцида в Руанде в районе произошли массовые убийства тутси известные как резня в Бугесере. В районе Бугесера построены два мемориальных комплекса, построенных в память о геноциде в Руанде . Они расположены в Нтараме и Ньямате.
Международный аэропорт Бугесера строится с 2017 года на севере района, примерно в 40 км к югу от Кигали.

## Административное деление
Район разделён на  секторов: Ньямата, Нтарама, Майанге, Мусеньи, Мвого, Джуру, Рилима, Гашора, Камабае, Нгерука, Рухуха, Мареба, Шьяра и Ньяругенге. 
Всего в районе 581 населенный пункт, крупнейший из них города Нтарама и Ньямата.

## Фотогалерея

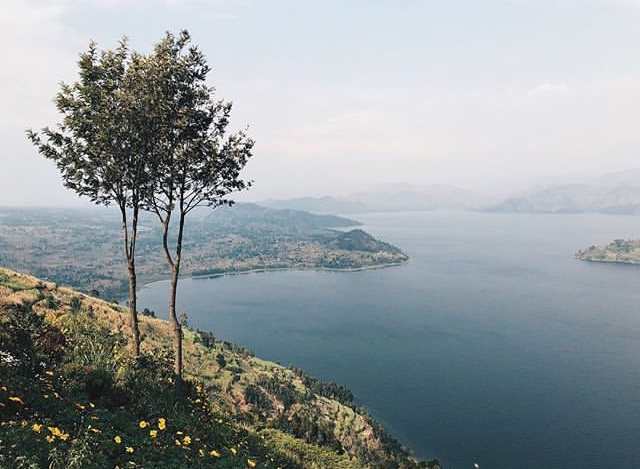
Водохранилище Мухази
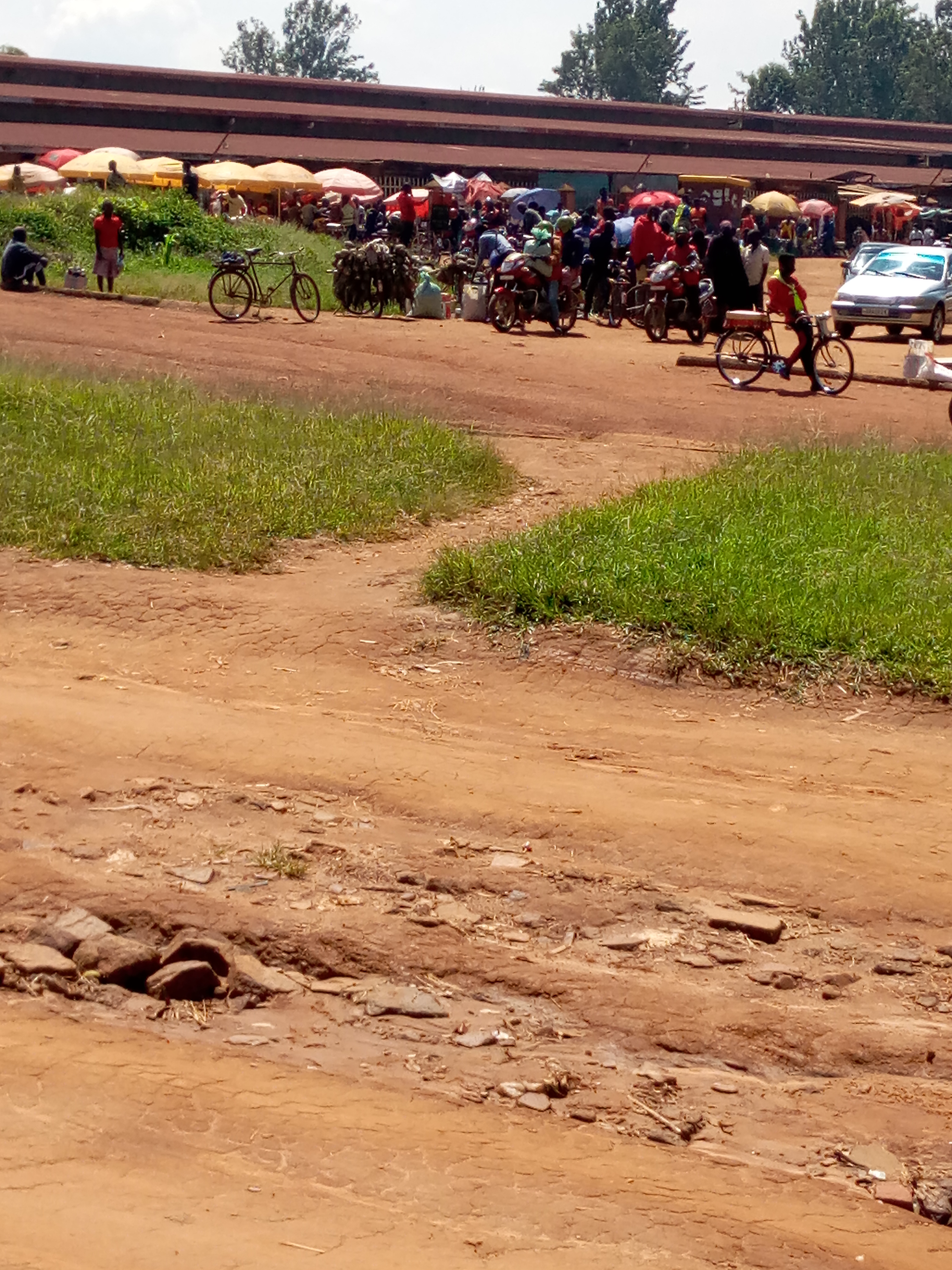
Рынок в городе Ньямата
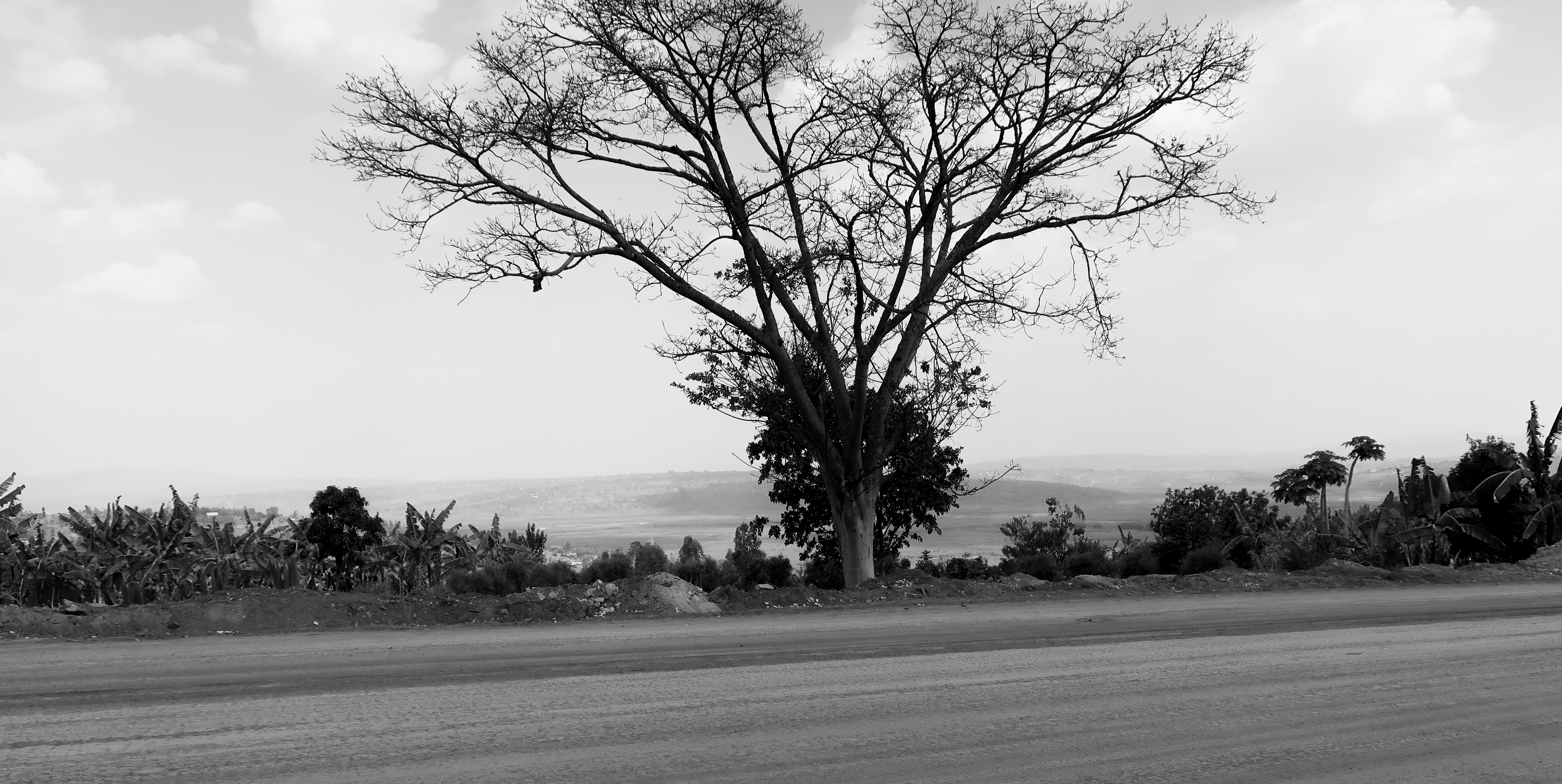
Пейзаж в районе Бугесера
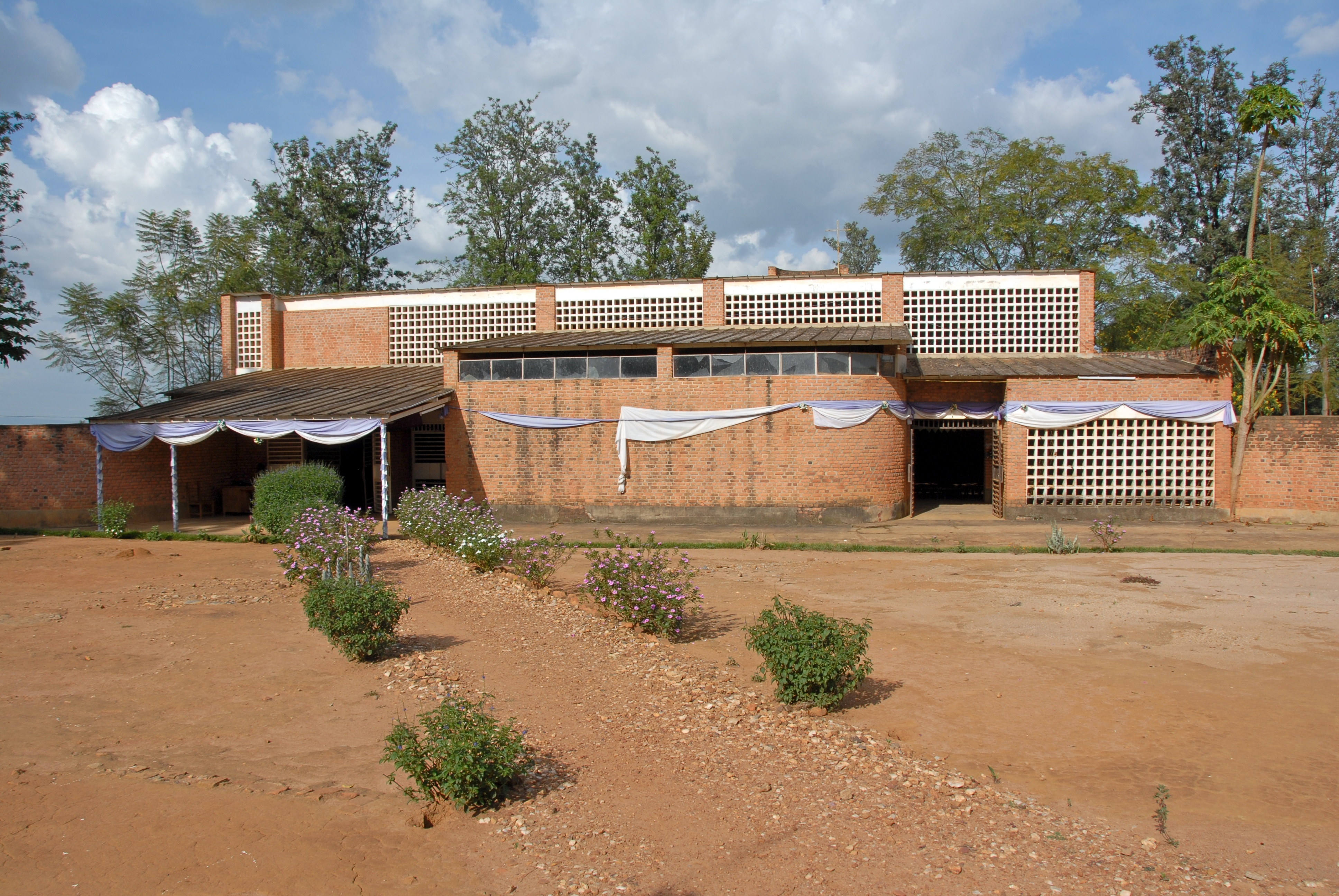
Мемориальный комплекс в городе Ньямата